# Les Larmes de Colette
Pour plus de détails, voir Fiche technique et Distribution.
Les Larmes de Colette ou Colette est un film muet français réalisé par René Barberis, sorti en 1927.

## Fiche technique
- Titre : Les Larmes de Colette
- Titre alternatif : Colette
- Réalisation : René Barberis
- Scénario : Henri Fescourt
- Photographie : Georges Lafont, Karémine Mérobian et Georges Daret
- Société de production : Société des Cinéromans
- Société de distribution : Pathé Consortium Cinéma
- Pays de production :  France
- Langue : film muet avec les intertitres  en français
- Format : Noir et blanc — 35 mm — 1,33:1 — Muet
- Genre : Film dramatique
- Dates de sortie :
  - France : 18 mars 1927

## Distribution
- André Rolane : Colette
- Marcelle Barry : l'institutrice
- Renée Carl : Madame Lapierre
- Olga Day : Madame Duboin-Larbeuil
- Gisele Joly : Simone
- Paul Jorge : le grand-père
- Louisette Malapert : Giselle Lapierre
- Daniel Mendaille : le père Duboin-Larbeuil
- Georges Saillard : le notaire